# 森本優
森本 優（もりもと ゆう、1991年6月3日 - ）は、高知県出身のラジオパーソナリティ、アナウンサー。

## 略歴

### 生い立ち
高知県高知市生まれ、高知大学教育学部附属小学校や愛媛県の中学校を経て高知西高等学校、法政大学卒業。父親が転勤族だったため愛媛県や沖縄県でも育つ。
2005年中学2年生の時に『SCHOOL OF LOCK!』（TOKYO FM）で流れた学校でのいじめや親からの虐待に悩みラジオだけが居場所の同世代の女子中学生からの生電話を耳にしてラジオが人を支える存在となる事に感銘を受け、高校時代にラジオと同じく好きな音楽やバスケットボールを応援できる存在になれるという理由からラジオパーソナリティを志す。
大学時代はメディア社会学科でメディアの基礎知識を学びながらプライベートでラジオの公開放送やサテライトスタジオを観に行き、その中でマンボウやしろと言葉を交わす機会があったことが就職活動への大きな励みとなる。大学3年時にはJ-WAVE『HELLO WORLD』のアシスタントディレクターを数か月間経験したり、またインターネットラジオやコミュニティFMでの仕事も行った。

### エフエム北海道時代
大学での就職活動では高みを目指したい気持ちから都会のラジオ局を志向し、都会でライブハウスが多くアーティストが多く来るという理由から札幌を候補の一つとして考え大学卒業後エフエム北海道に入社。営業編成局編成部に配属され編成業務とともにアナウンサーやパーソナリティも担当する。
2019年7月現在、自ら企画書を書いた『LEVANGA STATION』『IMAREAL』を担当中。
2020年3月から『にこにこぎゅっ』も、担当している。
2020年6月、ラジオを聴くきっかけ作りとして「#今話したい100人」という企画を立ち上げ、吉田尚記・やきそばかおるを始めとしたラジオ関係者や学生時代の同級生といった自身と関連のある人物など話したい人と毎週1組とのトークをTwitCastingで配信し、2021年5月、100人とのトークを達成した。
2021年4月にはYoutubeにてチャンネル「#ただ好きなだけ」を開設、毎週ある1組のミュージシャンを紹介するトークを展開する。12月10日には結婚を発表、婚姻届の証人欄には「SCHOOL OF LOCK!」のパーソナリティを担当していた遠山大輔（グランジ）が署名を行った。
「IMAREAL」では森本自身が企画書を制作し、若者のラジオ離れに対して「離れたのではなくそもそも接触していないのだから、まずこちらから出向いてラジオを聴いてもらう」とのスタンスの元中学校や高校へ直接出向くスタイルで番組を制作しラジオ受信機の配布も行いつつ中高生層へのラジオの普及を図っている。
「イマリエール」コーナーでは道内の学生の学校へ出張し学校全体や部活動単位で取材を行っており、基本的に応募を受けた学校へは必ず訪問しており順番待ちの状況にもなった。
森本本人のTIKTOKアカウントもあり、その他YOUTUBE、Twitter、Instagram、ツイキャスで情報を発信している。
2025年3月31日にエフエム北海道を退社、個人事務所「コエクト」を設立するとともに引き続きAIR-G'時代からのレギュラー番組出演を継続。

## 人物
- 自身を「平成のラジオっ子」と呼ぶほどのラジオ好き。自身のラジオに対する一番のモチベーションは「ラジオを知らない人に知ってもらう」と語っている[2]。
- 愛称である「もっちょり」の名付け親は、BIGMAMAの金井政人。
- 学生時代にはバスケットボール、フェンシング、水球などのスポーツを経験。現在は北海道のプロバスケットボールチームレバンガ北海道を応援するラジオ番組を担当。
- 音楽のジャンルとしては、J-POP、邦楽ロック、アイドル、アニソン等、幅広くリスナーに向けて発信している。
- ハロー!プロジェクトや坂道シリーズを好み「亀井絵里さんは原点」とラジオで語っている。また自身の担当番組でコーナーを担当していた稲場愛香（Juice=Juice）を応援している。
- 2019年5月6日には、NHK・民放連共同ラジオキャンペーン特別番組『今日は一日“民放ラジオ番組”三昧～#このラジオがヤバい～』に全国のラジオ局から選ばれ出演[14]。
- 2019年8月25日放送『木村拓哉 Flow supported by GYAO!』（TOKYO FM）で日本全国の活躍するDJとのトークセッション初回ゲストに抜擢され、木村拓哉とのトークを行った[15]。

## 現在の出演番組
エフエム北海道
- LEVANGA STATION（2015年10月 - ）
- IMAREAL（2017年3月 - )
- にこにこぎゅっ（2020年3月 - ）
- 道新ヘッドラインニュース（不定期、主に火曜・木曜11:55-）

## 過去の出演番組
エフエム北海道
- hello!HOKKS（2015年4月 - 2018年3月）
- Sparkle Sparkler（2015年10月 - 2017年3月 中継リポーター）
- miniREAL（2019年4月）
- ちょびREAL(2019.08.02 - 2020.09.25)
- LUV TRACKS（2021年1月13日、きーぽんの代役）
- Pre palette（2024年10月 - 2025年3月 木曜担当）

ミュージックバード
- 小川もこ デリシャス・タイム（2013年10月 - 2014年 リポーター）